# Letourneuxia nyctelia
Letourneuxia nyctelia is een slakkensoort uit de familie van de wegslakken (Arionidae), oorspronkelijk afkomstig uit Zuidoost-Europa. Inmiddels is het bijna overal ter wereld naar gematigde streken vervoerd. De wetenschappelijke naam van de soort werd in 1861 voor het eerst geldig gepubliceerd door Jules René Bourguignat als Limax nyctelius.

## Beschrijving
Volwassen meet het dier ongeveer 5 cm als het uitgestrekt is. Het lichaam is licht grijsgeel van kleur. Aan de zijkanten bevinden zich twee donkergekleurde strepen (banden), die relatief hoog zijn. Twee donkere banden lopen langs de randen van het mantelschild. Sommige dieren hebben ook een onregelmatig patroon van donkere vlekken op het mantelschild, die onder bepaalde omstandigheden kunnen worden geconcentreerd om een "middenband" te vormen. Er zijn ook bijna vage exemplaren die kleurpatronen en banden bijna volledig missen. Geheel zwarte vormen komen ook voor in bergachtige streken. Het ademgat is vaak donker omlijnd. De zool is lichtgrijs gekleurd, het slijm is kleurloos. De kiel is vrij kort en beperkt tot de achterkant van de voet. In het mannelijke deel van de geslachtsorganen is de cilindrische penis onregelmatig gedraaid of opgerold in een spiraal. Het basale deel van de penis is meestal donker gepigmenteerd. Er is geen penisklier.

### Soortgelijke soorten
Letourneuxia nyctelia is zeer variabel in tekening en niet gemakkelijk te onderscheiden van de bos-aardslak (Lehmannia marginata) aan de hand van uiterlijke kenmerken.

## Verspreiding, leefgebied en manier van leven
Het oorspronkelijke verspreidingsgebied van de soort is niet met zekerheid bekend; het is waarschijnlijk in de regio van Hongarije, Roemenië en Bulgarije. Tegenwoordig komt het voor van Bulgarije, Albanië, Roemenië, Hongarije via Slowakije, Oostenrijk, Tsjechië tot Zuid-Duitsland en in het noorden tot Zuid-Polen. In de bergen groeit de soort tot 2700 meter. In Europa komt de soort veel voor in kassen. Inmiddels is L. nyctelia ook geïntroduceerd in Noord-Afrika, Zuid-Afrika, Nieuw-Zeeland, Australië, Japan en de Verenigde Staten.
De soort leeft in Europa vooral in beukenbossen, in de bergen ook tot boven de boomgrens. Hij kruipt over bomen, rotsen en keien en verschuilt zich onder boomschors en onder stenen.